# Ponte (Tineo)
La parroquia de Ponte (en asturiano y oficialmente, Santuyanu) (es una parroquia perteneciente al concejo de Tineo, se sitúa al oeste de la capital del concejo (Parroquia de Tineo) a pocos kilómetros de esta, su población es de 346 habitantes, y la del pueblo de Pontes es de 53 habitantes.

## Parroquia
La parroquia está compuesta por las poblaciones de Ponte, Barredo (Barréu), Armayán (L'Armayán), Ansarás, La Piñera, Castañera, Fenolledo (Foniéu), Quintaniella (Quintanieḷḷa), Santullano (Santuyanu), Norón (Nourón), Piedrafita (Parafita) y La Soledad (La Soledá)